# Benjamin Starke
Benjamin Starke (Cottbus, Alemania, 25 de noviembre de 1986) es un nadador alemán especializado en pruebas de estilo mariposa, donde consiguió ser medallista de bronce mundial en 2011 en los 4 x 100 metros estilos.

## Carrera deportiva
En el Campeonato Mundial de Natación de 2011 celebrado en Shanghái ganó la medalla de bronce en los relevos de 4 x 100 metros estilos, nadando el largo de mariposa, con un tiempo de 3:32.60 segundos, tras Estados Unidos (oro con 3:32.06 segundos) y Australia (plata con 3:32.26 segundos).